# 聖拉斐爾冰河

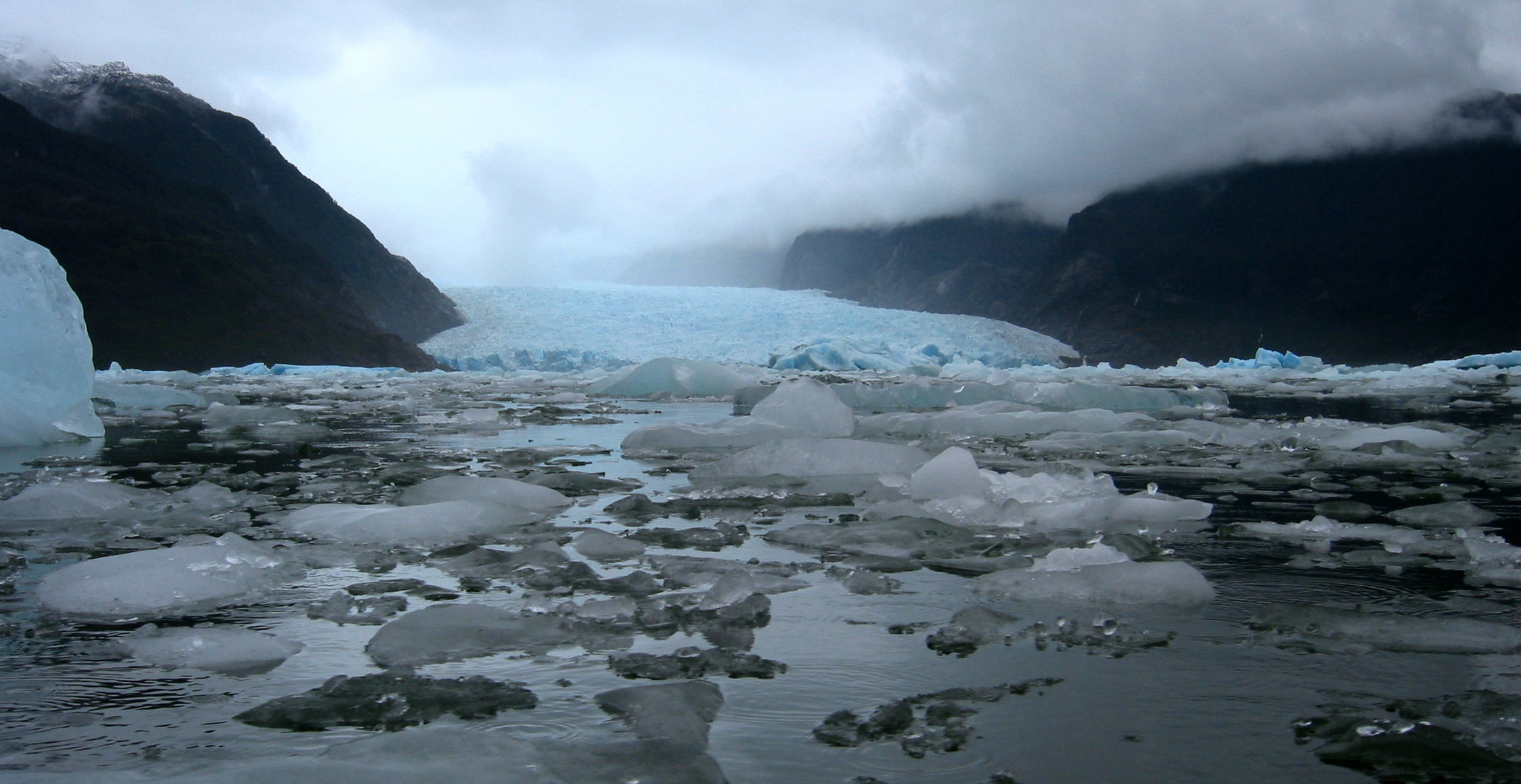
聖拉斐爾冰河

聖拉斐爾冰河（San Rafael Glacier）是智利北巴塔哥尼亞冰原的冰河，面積760平方公里，注入聖拉斐爾潟湖，全域位在聖拉斐爾潟湖國家公園內。

## 資料來源
1. ↑  Aniya;  et al.  (PDF). 1999  [2008-03-04]. （原始内容 (PDF)存档于2012-03-22）.

46°42′S 73°50′W / 46.700°S 73.833°W